# На шляхах Европи
«На шляхах Европи» — книга спогадів Романа Лазурка, українського вояка-добровольця дивізії «Галичина».
Книга описує навчання в елітних німецьких підрозділах, пекельні бої з більшовиками, співпрацю з Українською повстанською армією, фронтову одіссею від Польщі до Югославії, жахи полону та ув'язнення. Книга дає можливість дізнатися про бойовий шлях дивізії.
Книга вийшла друком 1971 року в серії Бібліотека «Листки Червоної Калини», Видавництво Братства колишніх Вояків 1 УД УНА. Книгу зредагував і підготував до друку Любомир Рихтицький, він також зробив обкладинку, заставки і топографічні карти. Передмову до книги написав Филип Трач, пор. 1-ї УД УНА. Видрукована в Чикаго, США, друкарні к. Вояків 1-ї УД УНА «БРОДИ».

Науковець Григор Лужницький оцінив твір так:
Сміливо можна сказати, що «На шляхах Европи», це не є лиш спогади дивізійника, це не є лише частина життєпису людини, яка усвідомила собі, що свободу народу й його державність не добувається «засіданнями» й «промовами», а зі зброєю в руках. Ці спогади, що мають дуже скромний наголовок «На шляхах Европи», є поважним причинком як і до історії наших визвольних змагань періоду останнього розділу другої світової війни, так і до історії нашої психіки, чи пак історії психіки нашої молоді 1910-их років. І саме в тому лежить найбільша, вартість спогадів Р. Лазурка. Бо в цих спогадах як і в кожних спогадах, особа автора мусить бути провідною, то в Р. Лазурка дуже часто події, описані автором, не лише утотожнюються з ним, але, наче б то, прикривають його особу й читачеві здасться, що читач сам бере в них участь. Легкістю стилю, живими, з дотепом подаваними діялогами-репліками, автор розбудовує одну за, одною події, які у 12-ти розділах творять величезне полотнище подій, що в ньому опинилася наша Дивізія.
В Україні книга перевидана у видавництві «Стилет і стилос» у 2023 році, ISBN 978-617-95149-6-8

### Рецензії
1. Григор Лужницький. Спогади військовика // Вісті Комбатанта. — Український військовий журнал. — № 3, 1973.
2. Мирослав Мартинець. На шляхах Европи — Роман Лазурко, спогади // Вісті Комбатанта. — Український військовий журнал. — № 3, 1980.